# Trichosteleum angustirete
Trichosteleum angustirete là một loài rêu trong họ Sematophyllaceae. Loài này được Dixon ex E.B. Bartram mô tả khoa học đầu tiên năm 1948.